# Primula advena
Primula advena är en viveväxtart som beskrevs av William Wright Smith. Primula advena ingår i släktet vivor, och familjen viveväxter. Utöver nominatformen finns också underarten P. a. euprepes.